# Vlado Vodopivec
Vlado Vodopivec, slovenski pravnik, kulturnopolitični delavec in publicist,  * 1. februar 1916, Ljubljana, † 27. december 1982, Ljubljana.  
Rodil se je očetu uradniku Francu in materi Tereziji (roj. Lesjak). Vlado Vodopivec, brat skladatelja Marijana Vodopivca, je leta 1941 diplomiral na ljubljanski PF in od 1940-1943 študiral tudi medicino. Leta 1935 je postal član KPJ in 1936 sodeloval v veliki stavki slovenskih tekstilnih delavcev. Poleti 1941 se je vključil v OF. Po vojni je opravljal številne družbenopolitične funkcije. Za svoje delo je bil dvakrat odlikovan. 
Pisal je članke in ocene o politiki, kulturi, delavnem pravu in prevajal tuje avtorje.    

## Odlikovanja
- Red za hrabrost
- red zaslug za ljudstvo s srebrnimi žarki (1969)